# Korydor

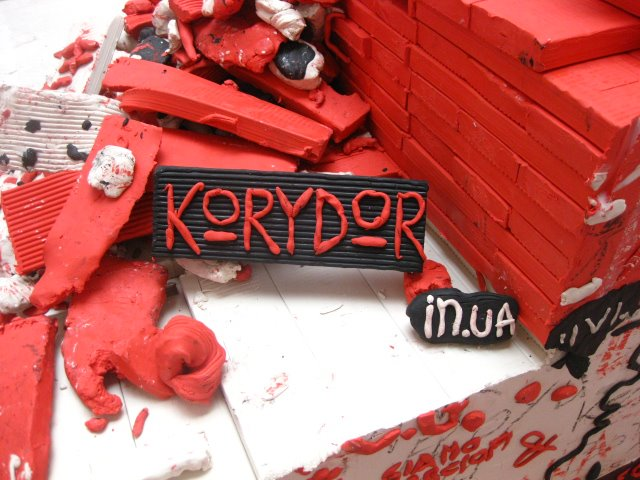
Емблема проєкту Korydor

Korydor  – онлайн-журнал про сучасну культуру, який створила, розвиває і підтримує Фундація Центр Сучасного Мистецтва (CSM). Головна редакторка журналу – Віра Балдинюк. В 2013 році Korydor став першим ЗМІ в Україні, що звернувся до краудфандингу та успішно реалізував свій проєкт.

## Мета проєкту
Korydor – це відкрита платформа для дискусій про сучасну культуру. Мета – розвиток фахової та відповідальної критики, аналіз актуальних явищ і тенденцій у сучасній гуманітаристиці.
Головне завдання журналу – створення критичного архіву явищ і подій сучасної культури, осмислених, описаних та продискутованих. Найцікавіші зразки цього неперервного архівування редакція планує періодично друкувати окремими збірниками текстів.
Автори видання – культурологи, філософи, активісти, мистецтвознавці, арткритики, які часто мають власний кураторський та активістський досвід. Головна авторська стратегія журналу – доступний і захопливий виклад складного матеріалу, особливий кут зору на проблему.
Korydor прагне розглядати різні грані сучасної культури комплексно: говорити про синтез візуальних мистецтв і літератури, містобудування й соціальні практики, боротьбу за публічний простір, політичні аспекти сучасного мистецтва. Серед питань, що активно дискутуються на сторінках журналу – роль куратора і критика в сучасному артпроцесі, менеджмент культурних інституцій, економіка мистецтва, праця художника й культурного працівника, цензура й табу, мінливі маски масової культури, проблеми культурної журналістики в українській ситуації. Онлайн-видання Korydor ставить перед собою важливу мету – виступати медіатором між професійною спільнотою та суспільством.

## Освітня складова
Журнал періодично поновлює добірку лекцій про сучасну культуру, які проводить CSM і партнери, а також здійснює переклади найактуальніших текстів зарубіжних фахових видань. На сайті доступні відеоматеріали круглих столів, воркшопів та дискусій.
Незалежне видання існує з травня 2010 року за рахунок грантів і членських внесків.
Як результат освітніх і дискусійних проєктів CSM i Korydor вийшла друком книжка «Культура. Завтра» / "Culture for Tomorrow". Книжка «Культура. Завтра» містить англомовний варіант усіх текстів.
У 2015 році вийшла друком книжка — посібник для журналістів та культурних менеджерів «Як писати про культуру?» (упорядниці Віра Балдинюк та Анна Погрібна). 

## Автори
Серед авторів – Ліза Герман, Ольга Балашова, Марія Ланько, Володимир Єрмоленко, Лариса Бабій, Тамара Злобіна, Катерина Ботанова, Олеся Островська, Дарія Бадьйор, Віра Балдинюк, Надія Парфан, Юлія Ваганова, Олена Червоник, Юлія Купріна, Дмитро Десятерик та багато інших.